# 上游 (軟體開發)
在软件开发中，上游通常是指擁有软件源代码的原作者或是維護者，他們通常也較容易發現程序错误及使用Patch程式來修復。舉例來說，一個修補程式被送到上游即為提供給軟體的原作者或是維護者。如果被接受了，作者或維護者就會包含該部份的修補程式到他們軟體中，可能是立即釋出或包含在未來的版本中。如果被拒絕了，提交修補程式的人就不得不繼續維護自他們自己的版本。 
上游開發將會使其他衍生版本在未來的釋出中受益。
這個詞也涉及到程式錯誤－最終所有程式錯誤仍需由上游修復而不是由其他衍生版本進行移植及整合。